# Nanchang
Nanchang (chiń. 南昌; pinyin Nánchāng, wym. [nǎntʂʰɑ́ŋ]) – miasto o statusie prefektury miejskiej w Chinach, stolica prowincji Jiangxi.

## Geografia
Port nad rzeką Gan Jiang. Na terenie miasta znajduje się wiele jezior.

## Gospodarka
Ośrodek szkolnictwa wyższego oraz przemysłu elektromaszynowego, chemicznego, papierniczego, porcelanowego, jutowego i spożywczego.

## Historia
W 1927 wybuchło tu krótkotrwałe powstanie zorganizowane przez Komunistyczną Partię Chin, uznawane za początek istnienia chińskiej Armii Czerwonej.

## Sport
Rozgrywany jest tutaj turniej Jiangxi Women’s Tennis Open z cyklu WTA International Series.